# Janiszewice
Janiszewice [pronunciación en polaco: /janiʂɛˈvit͡sɛ/] es un pueblo ubicado en el distrito administrativo de Gmina Zduńska Wola, dentro del condado de Zduńska Wola, Voivodato de Łódź, en el centro de Polonia. Se encuentra a unos 3 kilómetros al noroeste de Zduńska Wola y a 41 kilómetros al suroeste de la capital regional Łódź.
Durante la ocupación alemana de Polonia (Segunda Guerra Mundial), los alemanes operaron una prisión nazi en Janiszewice que estaba subordinada a la prisión de Sieradz.